# Sărbătoarea Tuturor Sfinților
Sărbătoarea Tuturor Sfinților sau Toți Sfinții (în latină Sollemnitas Omnium Sanctorum, în franceză Toussaint, în italiană Ognissanti, în spaniolă Día de Todos Los Santos, în germană Allerheiligen, în maghiară Mindenszentek, de la care derivă toponimul transilvan Mesentea), cunoscută și ca Luminația, este o sărbătoare creștină în care sunt sărbătoriți toți sfinții, cunoscuți și necunoscuți. În bisericile occidentale, cea Romano-Catolică, cea Anglicană, cele protestante, sărbătoarea se ține în ziua de 1 noiembrie din calendarul gregorian. 
De precizat că nu toți protestanții practică cultul sfinților, însă unele biserici luterane celebrează totuși această sărbătoare.
În Biserica Romano-Catolică Sărbătoarea Tuturor Sfinților precedă cu o zi Comemorarea Credincioșilor Răposați, a cărei solemnitate a fost fixată pe 2 noiembrie, la două secole după crearea  sărbătorii Toți Sfinții.
În bisericile orientale, anume cele ortodoxe și cele greco-catolice, prima duminică după Rusalii este Duminica Tuturor Sfinților, echivalentul sărbătorii Tuturor Sfinților din calendarul apusean. 

## Biserici din România cu sărbătoarea de hram pe 1 noiembrie
- Biserica romano-catolică din Florești
- Biserica romano-catolică din Lăzarea
- Biserica romano-catolică din Misentea
- Biserica romano-catolică din Craiova

## Pomenirea morților

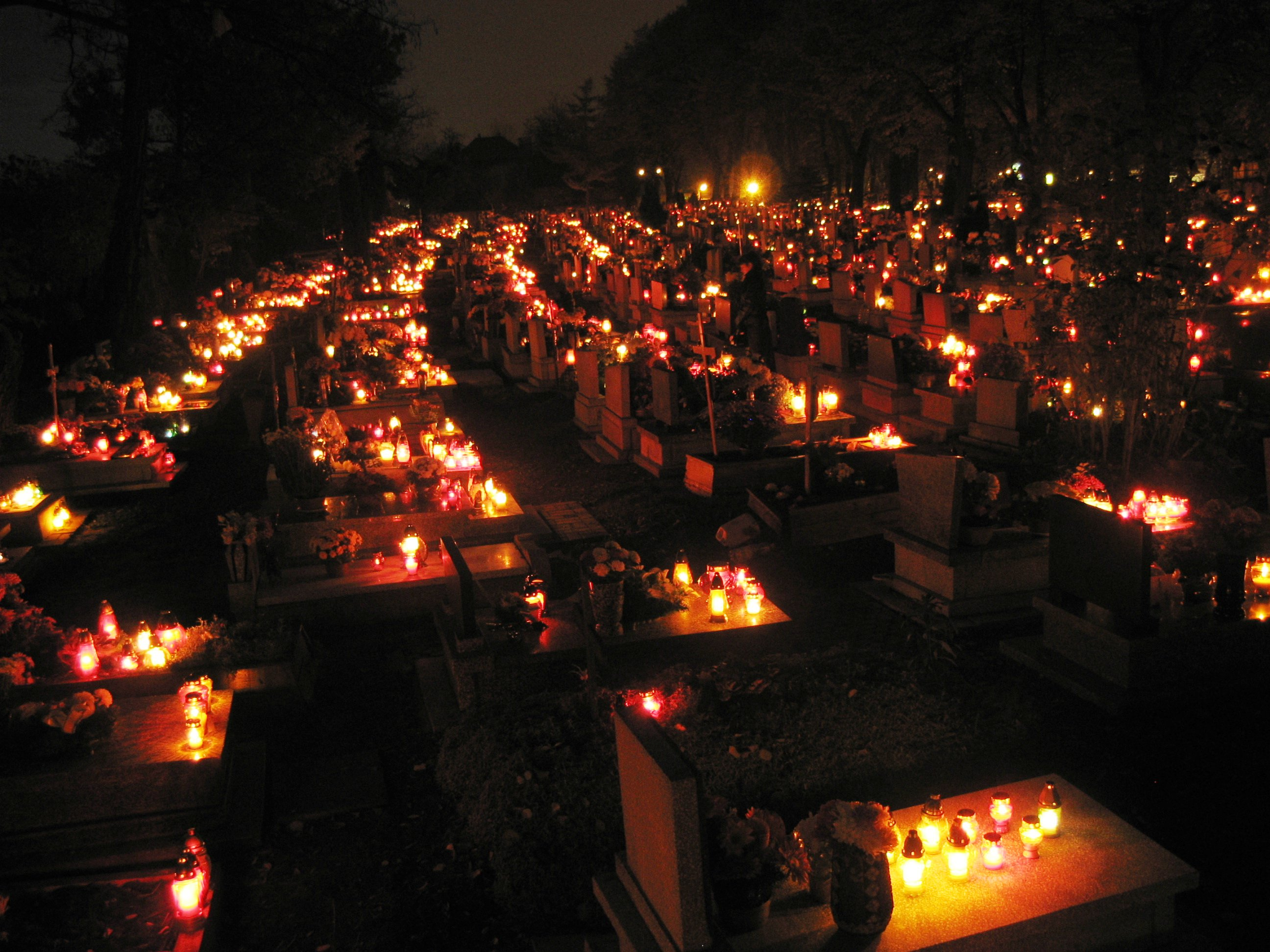
Cimitir din Polonia în noaptea de Luminație

În bisericile ortodoxă și greco-catolică ziua săptămânală pentru pomenirea generală a celor adormiți este sâmbăta. Din toate sâmbetele unui an bisericesc, două sunt consacrate în chip special pomenirii generale a morților: sâmbăta dinaintea Duminicii Lăsatului sec de carne și sâmbăta dinaintea Pogorârii Duhului Sfânt. Ele mai sunt cunoscute sub denumirea de "Moșii (de iarnă și de vară)".
În Transilvania și Banat, credincioșii ortodocși și greco-catolici fac Pomenirea celor adormiți / Luminația în ziua de 1 noiembrie, la biserică, iar la cimitir în după-amiaza sau în seara aceleiași zile.
În Biserica Romano-Catolică Pomenirea Tuturor Credincioșilor Răposați are loc la 2 noiembrie. Mai demult ziua morților era reportată pe 3 noiembrie, dacă 2 noiembrie cădea într-o zi de duminică (formă extraordinară a ritului roman). 